# Malá vodní elektrárna Soběnov
Malá vodní elektrárna Soběnov je umístěna při vodní nádrži Soběnov. Vodní dílo bylo uvedeno do provozu v roce 1924. Elektrárna pracuje ve špičkovém provozu. Poté, když byla při povodni v roce 2002 téměř zničena, prošla kompletní rekonstrukcí a modernizací. Jsou zde nainstalovány dvě horizontální Francisovy turbíny, z nichž každá má výkon 615 kW, hltnost 1,37 m³/s, 1000 otáček za minutu a průměr oběžného kola 560 mm. Byly vyrobeny firmou ČKD Praha. Za roky 1969 až 2010 dosahovala průměrná roční výroba elektřiny 3 981 MWh.